# Trbovlje
Trbovlje () est une municipalité du centre de la Slovénie située dans la région de Basse-Styrie.

## Géographie
Située dans la vallée éponyme de Trbovlje, où s'écoule la rivière Save, la ville est connue pour ses gisements de houille mais aussi pour sa centrale électrique au charbon qui possède la plus haute cheminée d'Europe (360 mètres).

### Villages
Les localités de la commune se nomment Čebine, Čeče, Dobovec, Gabrsko, Ključevica, Knezdol, Ojstro, Ostenk, Partizanski Vrh, Planinska vas, Prapreče, Škofja Riža, Trbovlje, Vrhe, Završje et Župa.

## Histoire
C'est en 1804 que commence l'exploitation minière de la houille. Une ligne de chemin de fer, construite en , la reliant aux villes de Ljubljana et de Trieste facilita le transport du charbon.
Jusqu'en 1918, la ville (nom bilingue Trifail - Trbovlje) fait partie de la monarchie autrichienne (empire d'Autriche), puis Autriche-Hongrie (Cisleithanie après le compromis de 1867), dans le district de Cilli - Celje, l'un des 20 Bezirkshauptmannschaften en province (Kronland) de Styrie.

## Démographie
Entre 1999 et 2021, la population de la commune de Trbovlje a légèrement diminué pour atteindre une population proche de 16 000 habitants,.
Évolution démographique
| 1999   | 2000   | 2001   | 2002   | 2003   | 2004   | 2005   | 2006   | 2007   |
| ------ | ------ | ------ | ------ | ------ | ------ | ------ | ------ | ------ |
| 18 622 | 18 581 | 18 484 | 18 436 | 18 269 | 18 096 | 17 950 | 17 869 | 17 798 |
| 2008   | 2009   | 2010   | 2011   | 2012   | 2013   | 2014   | 2015   | 2016   |
| 17 787 | 17 545 | 17 480 | 17 194 | 17 018 | 16 888 | 16 628 | 16 490 | 16 339 |
| 2017   | 2018   | 2019   | 2020   | 2021   |        |        |        |        |
| 16 221 | 16 052 | 16 018 | 16 105 | 16 024 |        |        |        |        |

## Économie
La ville abrite une cimenterie du groupe français Lafarge.

## Personnalités
- Groupe de musique slovène Laibach;
- Mišo Brečko, footballeur professionnel;
- Matevž Lenarčič, photographe, né à Trbovlje.
- Primož Roglič, coureur cycliste, vainqueur du Tour d'Espagne 2019, du Tour d’Espagne 2020, du Tour d’Espagne 2021, du tour d’Espagne 2024 et du Tour d’Italie 2023 y est né.

## Relations internationales

### Jumelage
La ville de Trbovlje est jumelée avec:
- Sallaumines, France